# Paolo Gennari
Paolo Gennari, italijanski veslač, * 11. september 1908, † 29. januar 1968.
je za Italijo nastopil na Poletnih olimpijskih igrah 1928 v Amsterdamu, kjer je kot član četverca brez krmarja osvojil bronasto medaljo.